# Eparchia di Nikolaevsk-na-Amure
L'eparchia di Nikolaevsk-na-Amure (in russo Николаевская-на-Амуре епархия?) è una diocesi della Chiesa ortodossa russa, appartenente alla metropolia del Priamur'e.

## Territorio
L'eparchia comprende i rajon Ajano-Majskij, Nikolaevskij, Ul'čskij, Ochotskij e Tuguro-Čumikanskij nel territorio di Chabarovsk.
Sede eparchiale è la città di Nikolaevsk-na-Amure. L'eparca ha il titolo ufficiale di «eparca di Nikolaevsk-na-Amure e Bogorodskoe».

## Storia
Il 5 ottobre 2011 il Santo Sinodo della Chiesa ortodossa russa aveva eretto, all'interno del territorio dell'eparchia di Chabarovsk, il vicariato di Nikolaevsk-na-Amure, retto da un vescovo vicario.
Il 24 marzo 2022 il vicariato è stato elevato al rango di eparchia, con l'aggiunta di una porzione di territorio appartenuta all'eparchia di Vanino, che contestualmente è entrata a far parte della metropolia del Priamur'e.